# James Pattison
James Peter Pattison (* 28. Juni 1886 in Cork; † 31. Dezember 1963 in Kilkenny, County Kilkenny) war ein irischer Politiker der Irish Labour Party, der zwischen 1933 und 1951 und von 1954 bis 1957 Teachta Dála (Abgeordneter) des Dáil Éireann, des Unterhauses des Parlaments (Oireachtas) der Republik Irland, war.

## Leben
Pattison studierte am University College Cork. Er kandidierte erstmals bei den Wahlen 1932 im Wahlkreis Carlow–Kilkenny, wurde aber nicht gewählt. Doch schon bei den nachfolgenden Wahlen 1933 gelang es ihm dann, in den Dáil einzuziehen. Zu den Wahlen 1937 musste er im neugeschaffenen Wahlkreis Kilkenny antreten, konnte aber dennoch seinen Sitz verteidigen. Auch bei den Wahlen 1938 und 1943 hielt er seinen Sitz. Durch die Streitereien in Labour spaltete sich 1944 die National Labour Party ab, der Pattison beitrat. Bei den Wahlen 1944 und 1948 trat er dann auf deren Ticket an und konnte seinen Sitz halten. 1950 vereinigte sich die National Labour Party wieder mit Labour. Auch Pattison trat Labour erneut bei. Bei den Wahlen 1951 verlor er dann seinen Sitz, konnte ihn aber 1954 zurückgewinnen. Als er bei den Wahlen 1957 den Sitz verlor, trat er nicht mehr an.
Sein Sohn Séamus Pattison war dann bei den Wahlen 1961 erfolgreich.